# La Vancelle
La Vancelle (deutsch Wanzel, elsässisch Wànzel) ist eine französische Gemeinde mit 400 Einwohnern (Stand 1. Januar 2021) im Département Bas-Rhin in der Region Grand Est (bis 2015 Elsass). Die Gemeinde ist Mitglied der Communauté de communes de Sélestat.

## Geografie
La Vancelle hat den Charakter einer Streusiedlung und ist durch eine Nebenstraße mit dem Val de Villé und somit mit der Route nationale 59 verbunden. Das umliegende Gebiet in den Vogesen ist größtenteils bewaldet; im Norden befindet sich der Staatswald Forêt Domaniale de la Vancelle. Der Ort wird überragt vom Massiv des Altenbergs mit der Burgruine Frankenburg und dem Rocher du Coucou (Kuckucksfelsen). La Vancelle ist einer der Grenzorte des alemannischen Dialektraums.
1868 erhielt die Gemeinde mit der Bahnstrecke Sélestat–Sainte-Marie-aux-Mines einen Bahnhof und Eisenbahnanschluss. 1980 wurde der Personenverkehr hier aufgegeben, seit 2018 gibt es auch keinen Güterverkehr mehr.

## Weblinks

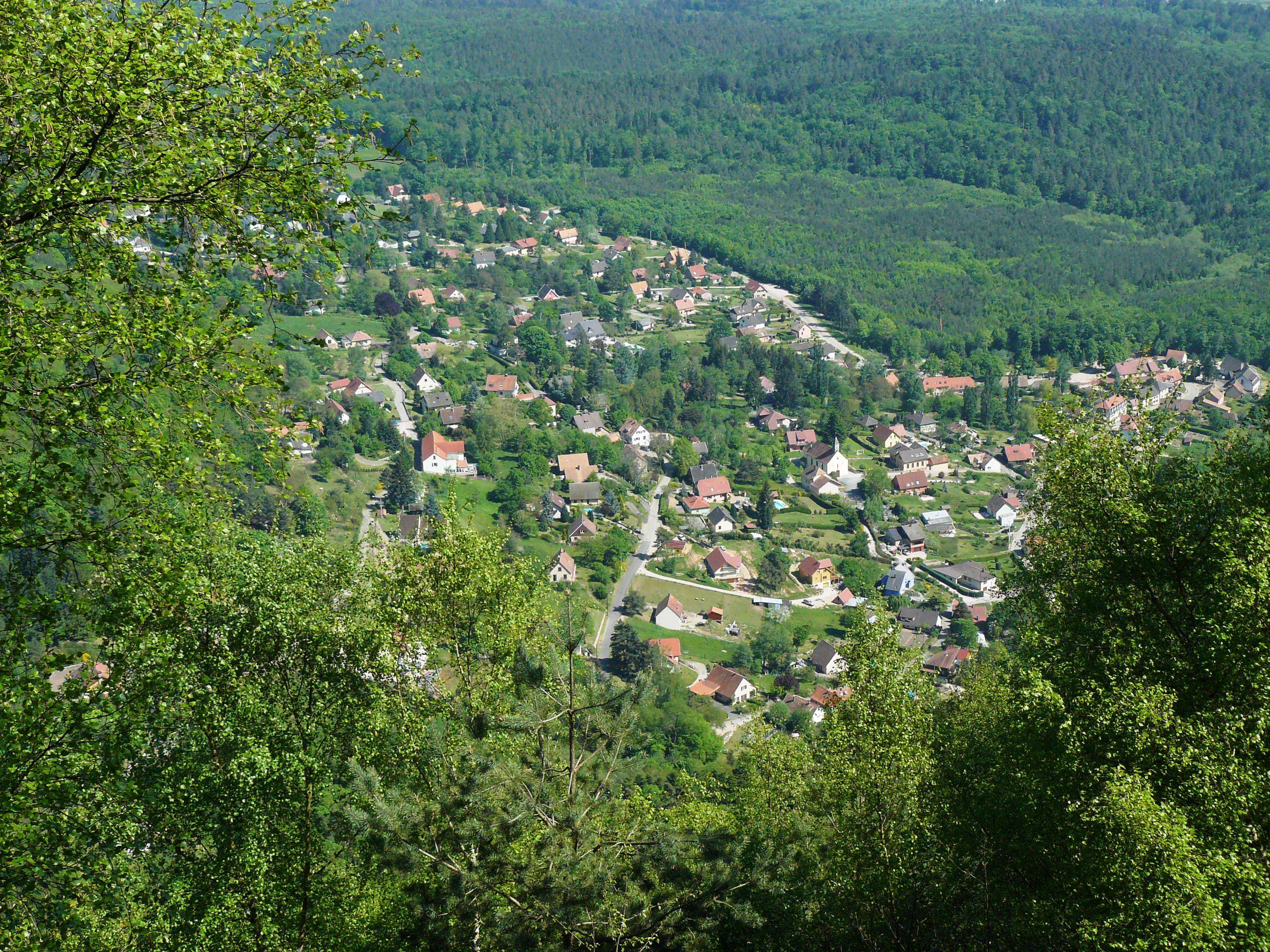
La Vancelle

## Bevölkerungsentwicklung
| Jahr      | 1962 | 1968 | 1975 | 1982 | 1990 | 1999 | 2006 | 2018 |
| Einwohner | 203  | 213  | 240  | 244  | 294  | 373  | 388  | 402  |